# Resolució 1248 del Consell de Seguretat de les Nacions Unides
La Resolució 1248 del Consell de Seguretat de les Nacions Unides, adoptada sense votació el 25 de juny de 1999 després d'examinar la sol·licitud de la República de Kiribati per ser membre de les Nacions Unides, el Consell va recomanar a l'Assemblea General que Kiribati fos admesa.